# Xerofília

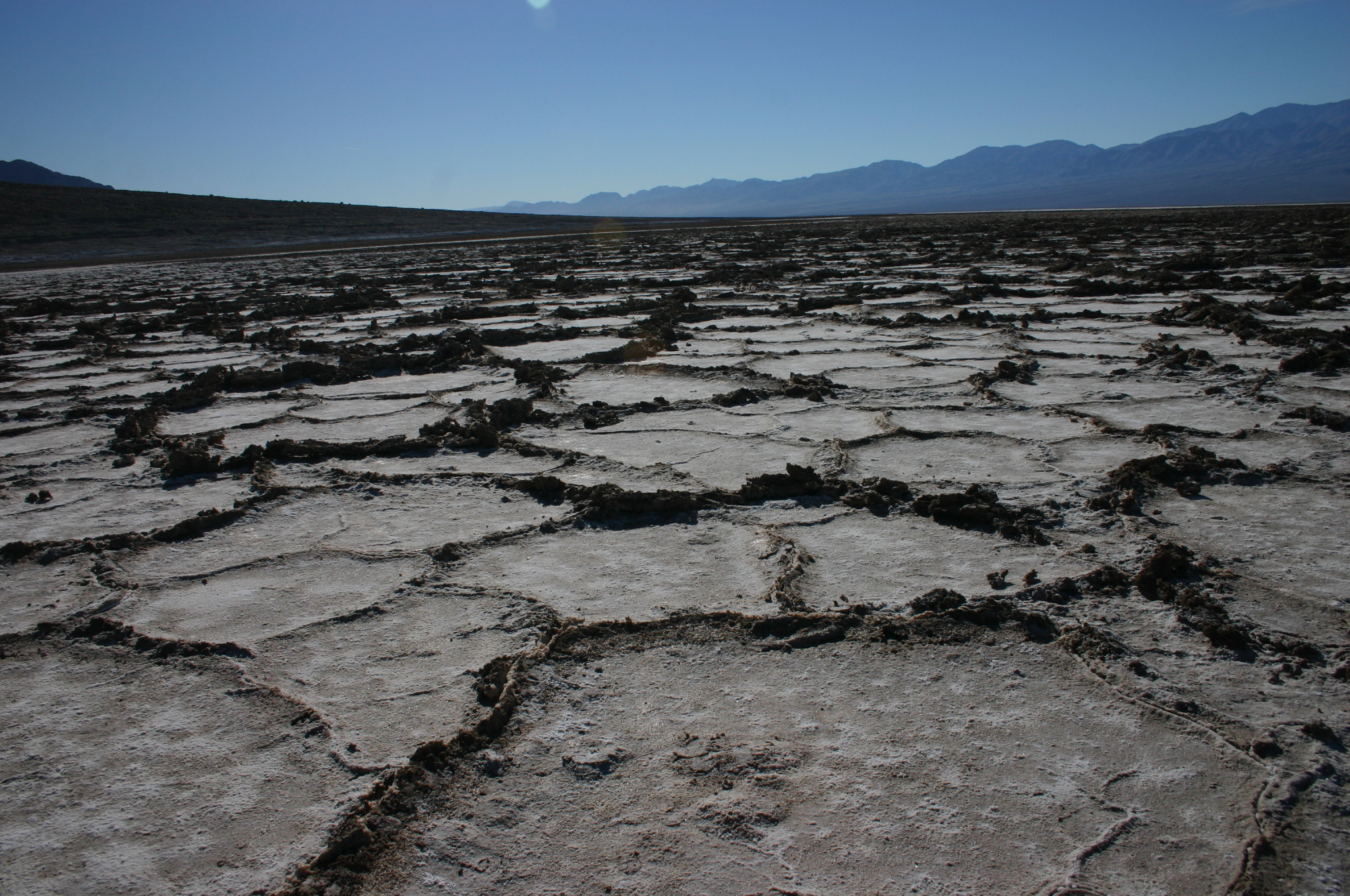
Clima àrid i sec

Xeròfil en ecologia, és l'organisme, població o comunitat que viu en medis secs.
La paraula deriva del grec ξηρός xērós ‘sec’, i el sufix -fil ‘amic’ doncs «li agraden llocs secs».
En la pràctica, els organismes presenten adaptació als llocs secs (facultativa o estricta) i potser no podrien viure en llocs més humits per raó, per exemple, de la competència que els farien altres plantes adaptades a llocs humits.
Es consideren llocs secs tant els que tenen una escassetat extrema d'aigua com els que tenen aigua abundant, però no utilitzable pels organismes, com ara les zones fredes on l'aigua del sòl es troba en estat sòlid (permagel) o els indrets salats.
En hàbitats com els oasis, hi pot haver animals i plantes que no són xeròfils, ja que disposen d'abundant aigua. També en el desert hi ha algunes plantes efímeres que germinen ràpidament després d'una pluja ocasional intensa, que no tenen més mecanisme de resistència a la secada que el seu curt cicle biològic i, per tant, no són realment xeròfiles.

## Animals xeròfils
Hi ha animals adaptats a viure en ambients relativament secs i que presenten trets fisiològics especials, com són no necessitar beure aigua sinó aprofitar la humitat continguda en els aliments, metabolitzar el greix del gep o poder tancar els narius en cas de tempesta de sorra, com passa en els camells o dromedaris.

## Xeròfits
Les plantes xeròfils es diuen xeròfits. Presenten una sèrie de característiques adaptatives que permeten que visquin en llocs amb poca aigua com són: les cutícules en les fulles, el menor nombre d'estomes, la disposició d'aquests en el revers de les fulles, la reducció de la superfície foliar, les espines, la gran superfície abastada per les arrels i moltes d'altres.
Les cactàcies, euforbiàcies i lamiàcies són exemples de famílies amb una majoria d'espècies xeròfites.